# Cypress Hills (circonscription saskatchewanaise)
Pour les articles homonymes, voir Cypress Hills.
Circonscription électorale provinciale du Canada
Cypress Hills est une circonscription électorale provinciale de la Saskatchewan au Canada. Elle est représentée à l'Assemblée législative de la Saskatchewan depuis 1995.
Une circonscription similaire nommée Cypress a également existé de 1917 à 1934.

## Géographie
Située dans le sud-ouest de la province, en 2024 la circonscription comprend. :
- Les villes de Maple Creek et Shaunavon
- Les communautés de Claydon (en), Govenlock et Willow Creek (en), Consul, Vidora (en), Robsart, Eastend, Ravenscrag (en), Battle Creek, Fort Walsh, Nekaneet (en), Instow (en), Tompkins (en), Carmichael (en), Piapot (en), Bear Creek (en), Hatton (en), Golden Prairie (en), Gull Lake, Hazlet (en), Richmound (en), Fox Valley (en), Cantuar (en), Success (en), Pennant (en), Wickett, Battrum (en), Kyle, Shackleton (en), Cabri, Abbey, Lancer (en), Carry the Kettle Nakoda (en), Liebenthal (en), Sceptre (en),  Prelate (en), Burstall, Johnsborough, Linacre, Leader, Estuary (en), Laporte (en), Eatonia, Eston,
- Les municipalités rurales de Frontier No 19, White Valley No 49 (en) Reno No 51, Grassy Creek No 78 (en) (partie), Arlington No 79 (en), Bone Creek No 108 (en) (partie), Carmichael No 109 (en), Piapot No 110 (en), Maple Creek No 111 (en), Swift Current No 137 (en) (partie), Gull Lake No 139 (en), Big Stick No 141 (en), Enterprise No 142 (en), Saskatchewan Landing No 167 (en) (partie), Riverside No 168 (en), Pittville No 169 (en), Fox Valley No 171 (en), Lacadena No 228 (en), Miry Creek No 229 (en), Clinworth No 230 (en), Happyland No 231 (en), Deer Forks No 232 (en), Snipe Lake No 259 (en), Newcombe No 260 (en) et Chesterfield No 261 (en).
- Le parc interprovincial de Cypress dans le massif montagneux de Cyprès et le parc provincial de Saskatchewan Landing (en).

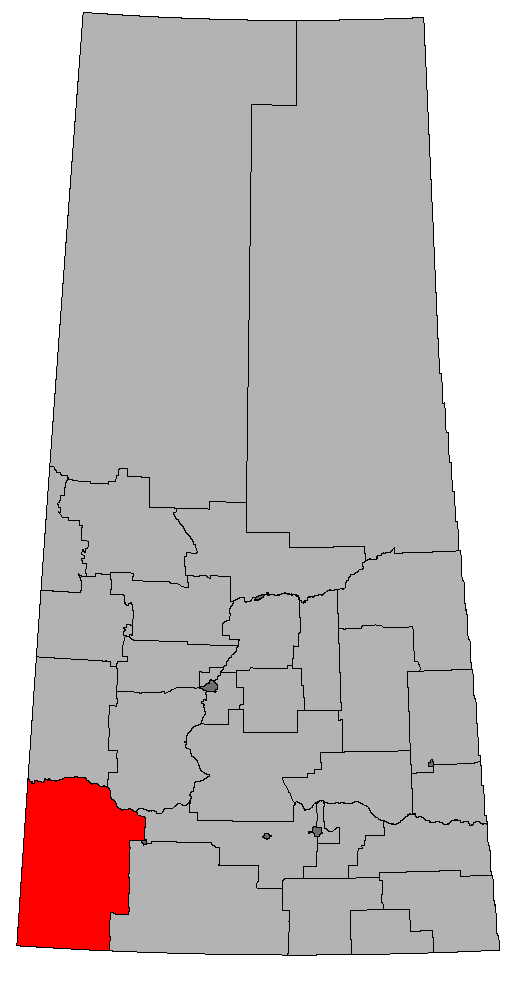
Frontière de la circonscription en 2016.
Frontière de la circonscription en 2022.

## Liste des députés
| Parlement                                                                 | Années                                                                    | Député                                                                    | Député                                                                    | Parti                                                                     |
| Cypress Hills                                                             | Cypress Hills                                                             | Cypress Hills                                                             | Cypress Hills                                                             | Cypress Hills                                                             |
| Nouvelle circonscription issue de Shaunavon, Maple Creek et Swift Current | Nouvelle circonscription issue de Shaunavon, Maple Creek et Swift Current | Nouvelle circonscription issue de Shaunavon, Maple Creek et Swift Current | Nouvelle circonscription issue de Shaunavon, Maple Creek et Swift Current | Nouvelle circonscription issue de Shaunavon, Maple Creek et Swift Current |
| ------------------------------------------------------------------------- | ------------------------------------------------------------------------- | ------------------------------------------------------------------------- | ------------------------------------------------------------------------- | ------------------------------------------------------------------------- |
| 23e                                                                       | 1995–1999                                                                 |                                                                           | Jack Goohsen                                                              | Progressiste-conservateur                                                 |
| 23e                                                                       | 1999-1999                                                                 |                                                                           | Wayne Elhard                                                              | Saskatchewanais                                                           |
| 24e                                                                       | 1999–2003                                                                 |                                                                           | Wayne Elhard                                                              | Saskatchewanais                                                           |
| 25e                                                                       | 2003–2007                                                                 |                                                                           | Wayne Elhard                                                              | Saskatchewanais                                                           |
| 26e                                                                       | 2007–2011                                                                 |                                                                           | Wayne Elhard                                                              | Saskatchewanais                                                           |
| 27e                                                                       | 2011–2016                                                                 |                                                                           | Wayne Elhard                                                              | Saskatchewanais                                                           |
| 28e                                                                       | 2016–2020                                                                 |                                                                           | Doug Steele                                                               | Saskatchewanais                                                           |
| 29e                                                                       | 2020–2024                                                                 |                                                                           | Doug Steele                                                               | Saskatchewanais                                                           |
| 30e                                                                       | 2024–en cours                                                             |                                                                           | Doug Steele                                                               | Saskatchewanais                                                           |